# شهرستان یوتای
شهرستان یوتای (به لاتین: Yutai County) یک شهرستان‌های جمهوری خلق چین در چین است که در جینینگ (شاندونگ) واقع شده‌است.